# Matyó hímzés
A matyó hímzés az Alföld északi tájrészére, Matyóföldre jellemző. Fő lelőhelye Mezőkövesd, Szentistván, Tard. A hímzés a magyarok mintegy 200 éves múltjára tekint vissza.

## Története
A matyók a 19. század derekától különülnek el környezetüktől, elsősorban színpompás viseletük és gazdag színvilágú hímzőkultúrájuk révén. Kezdetben lepedővégeket majd ingujjat és kötényaljakat díszítettek. Eredetileg csak piros, kék, sárga, zöld és fekete fonalat használtak, de később megjelenik a lila és a már alkalmazott színek árnyalatai. Legismertebb motívumai a matyórózsa, szívrózsa, cserfarózsa, a cipe (cipő), a madár és a macskafark (csigavonal), de megjelennek a tulipános levelek, bimbók is a matyó hímzéseken láthatók.
A virágtöves, laza szerkezeteket erősen naturalisztikus ábrázolási módot egyre gazdagabb, egyre többféle motívum követte, köztük a pünkösdirózsa, amely matyó rózsaként vált a legismertebb és legjellegzetesebb mezőkövesdi motívummá. A jellegzetessége, hogy a középen lévő nagy rózsákat alul és felül kisebb motívumokkal egészítik ki. Az új stílusú vászonhímzések szín- és formavilága a szűcshímzések gazdag ornamentikájából táplálkozott.
A matyó hímzés a leggazdagabb motívum- és színvilágú az országban, akár női, vagy férfi ruházatra gondolunk.
Viseletüket az 1950-es éveiben kezdték elhagyni a hétköznapokból, s csak a néprajzi gyűjtőmunkáknak köszönhető, hogy megmaradtak a matyó népviselet, hímzés és hagyomány emlékei.
A matyó „íróasszonyok” legismertebb képviselője Kis Jankó Bori (1876–1954) volt, aki kiérdemelte a Népművészet Mestere díjat, s magas állami kitüntetésben részesült. Hagyatékát emlékház is őrzi Mezőkövesden.

## Színvilága
Eredetileg egyszerű vászonhímzéseket használtak piros és kék fénytelen pamutfonállal; ezeket később élénk selymek és erőteljes színű gyapjúfonalak váltották fel.
Minden színnek jelentése volt. A fekete a föld színe, melyből a termés, az élet sarjad. A piros az öröm, a sárga a nyár, a Nap színe, a kék a bánaté, az elmúlásé. Az I. világháborút követően megjelent a zöld, mint a gyász színe. A háború halottaira való emlékezésül zöld folyókával hímezték körül a kötényeket.

## Öltéstechnika
A matyó hímzés a két legalapvetőbb öltéssel dolgozik, a lapos öltéssel és a száröltéssel. Kialakultak egyedi öltéstechnikák, mint a matyó nyolcasöltés, mely a mezőkövesdi hímzések jellegzetes öltésévé vált.

## Alkalmazása
Díszítik a férfi ingek elejét, kézelőjét, női kendőket, ingek elejét, kézelőjét, kötényeket, de asztalterítőkön, dísztörölközőkön és lepedővégeken is találkozhatunk a motívumokkal.